# クロスオーバー・スラッシュ
クロスオーバー・スラッシュ (Crossover thrash) は、1980年代中盤頃に現れた音楽のジャンルの1つ。

## 概要
スラッシュメタルよりさらに多くのハードコア・パンクの要素が含まれている、いわばパンクとメタルのクロスオーバーにより生まれたジャンルである。名前の由来は1987年にD.R.I.が発表したアルバム｢クロスオーバー｣からきている、「スラッシュコア」（ファストコア）と呼ばれる音楽と混雑される事もある。

## 歴史
1980年代において、ハードコア・パンクとスラッシュメタルはまさに全盛期の時代にあり、元々スラッシュメタルもヘヴィメタルにハードコア・パンクの過激さを加えたジャンルでもあったことから互いに刺激し合い生まれたジャンルと言える。しかし、もちろん中には双方のジャンルのクロスオーバー化を好まずただ純粋にハードコアのみ、スラッシュのみを支持する人たちもいたようだ。
ジャンルが明確に世に確立してきたのは80年代中盤、D.R.I.やC.O.C.、スイサイダル・テンデンシーズなどのハードコアバンドがパンク側から、そしてアンスラックスのスコット・イアンのサイドプロジェクトバンドS.O.D.などがメタル側から双方の音楽性を取り入れた始めたのがきっかけと言われている。なのでひとえにクロスオーバーと言っても、ハードコア出身とメタル出身のクロスオーバーバンドでは音楽性における下地が違うため、曲構成やリフなどアプローチの仕方が若干異なっている。
また、ここ数年ミュニシパル・ウェイストらの台頭により若干ながら再燃しつつある。

## 主なバンド
- The Accüsed
- アグノスティック・フロント
- Attitude Adjustment
- Beowülf
- C.O.C.
- クロ・マグス
- Crumbsuckers
- クリプティック・スローター
- D.R.I.
- ジ・エクスプロイテッド
- Hirax
- M.O.D.
- ミュニシパル・ウェイスト
- ニュークリア・アソルト
- SxOxB
- S.O.D.
- スイサイダル・テンデンシーズ